# Distretto di Chikomba
Il distretto di Chikomba è uno dei 9 distretti che compongono la Provincia del Mashonaland Orientale, in Zimbabwe. Ha una popolazione di 123.932 abitanti e una superficie di 6.503 Km².

## Demografia
| Censimento (Anno) | Popolazione       |
| ----------------- | ----------------- |
| 2002              | 120.248           |
| 2012              | 120.986 (+0,061%) |
| 2022              | 123.932 (+0,25%)  |